# فهيمة هاشم
فهيمة هاشم ناشطة سودانية في مجال حقوق الإنسان تركز على قضايا المرأة. شاركت في تأسيس مركز سالمة لدراسات المرأة، وشغلت منصب الإدارة به 2005 حتى حله من الحكومة السودانية في عام 2014، وتواصل حاليًا نشاطها من كندا، حيث طلبت اللجوء في عام 2014.

## الحياة الشخصية
درست هاشم علم النفس في جامعة الأحفاد للبنات في أم درمان السودان. حصلت على درجة الماجستير في التوثيق ودراسات المكتبات من جامعة بايرو كانو في نيجيريا، وتخرجت عام 1994. في عام 2014، فرت هاشم من السودان مع ابنتها وطلبت اللجوء في كندا، ثم استقرت في أوتاوا. وفي عام 2022، عادت إلى السودان، لكنها غادرت في العام التالي بعد اندلاع حرب أهلية بين القوات المسلحة السودانية وقوات الدعم السريع؛ اعتبارًا من عام 2023، تعيش في كندا.

## النشاط

### مركز سالمة لدراسات المرأة (1997-2014)
كانت هاشم أحد مؤسسي مركز سالمة لدراسات المرأة ومقره الخرطوم. قدمت المنظمة أعمال توعية للنساء والشُبَّان حول القضايا والمواضيع النسوية، بهدف تمكين النساء بشكل خاص للتغلب على الحواجز الهيكلية والسياسية والقانونية داخل السودان للمشاركة في المجتمع المدني.ساهم مركز سالمة أيضًا في توثيق وبحث حقوق المرأة والقضايا التي تواجه المرأة في السودان المعاصر مع المنظمات والجمعيات الخيرية الدولية. بينما كان مقر سالمة في الخرطوم، وفر المركز أعماله لجميع ولايات السودان، بما في ذلك ولايات جنوب السودان قبل استقلالها في عام 2011. شغلت هاشم منصب مدير سالمة من عام 2005 حتى عام 2014.
بعد توقيع اتفاق السلام الشامل في عام 2005 بين الحركة الشعبية لتحرير السودان والحكومة السودانية، شعرت هاشم بأنها أكثر قدرة على الدعوة علنًا إلى إحداث تغييرات في القوانين السودانية التي أثرت بشكل مباشر على المرأة وتحقيقها. في عام 2009، بدأ مركز سالمة الدعوة لإصلاح القانون الجنائي لعام 1991، الذي ساوى بين الاغتصاب والزنا من خلال معاملته على أنه جنس خارج نطاق الزواج، مما أدى إلى حصول المغتصبين على عقوبات مخففة. بالإضافة إلى ذلك، قامت هاشم أيضًا بحملة علنية ضد قانون النظام العام لعام 1991، الذي منع النساء من ارتداء السراويل أو ارتداء الملابس "غير المحتشمة". ولإصلاح قانون العقوبات السوداني، الذي شرع أشكالاً "قاسية" من العقوبات ضد النساء، مثل الرجم. أيضاً ناضلت لرفع السن القانوني للزواج لتمكين الفتيات من التركيز على التعلم. في حين تم إلغاء أو تعديل بعض هذه القوانين في وقت لاحق، انتقدت هاشم السلطات السودانية لاحقا لعدم تنفيذها الكامل للقوانين الجديدة أو المبادئ التوجيهية بشأن قضايا مثل لباس المرأة وزواج القاصرين.
لعبت هاشم دورًا تنظيميًا رائدًا في المسيرات والمظاهرات التي تروج لحقوق المرأة، بما في ذلك قيادة الاحتفالات السنوية باليوم العالمي للمرأة في الخرطوم، فضلاً عن فعاليات "انتفاضة المليار" و"16 يومًا من العمل ضد العنف ضد المرأة". بعد إقرار قانون تنظيم العمل الإنساني والتطوعي لعام 2005، والذي فرض قيودًا شديدة على منظمات حقوق الإنسان في السودان، تمكنت هاشم من الحصول على دعم مالي من الوكالات الدولية للمساعدة في تكاليف إدارة سالمة، بما في ذلك منحة قدرها 120 ألف دولار من مؤسسة فورد عام 2008. واجهت هاشم عداءً من السلطات السودانية، وتعرضت للاستجواب عدة مرات خلال فترة عملها في سالمة، ويُعتقد أن ذلك كان بسبب انتقاداتها العلنية والإبلاغ عن الجرائم التي ارتكبها الجنود خلال الحرب في دارفور، بما في ذلك استخدام الاغتصاب كسلاح حرب. في مارس/آذار 2014، منعت السلطات هاشم ومركز سالمة من تنظيم مسيرتهما السنوية بمناسبة يوم المرأة العالمي في الخرطوم.
في 24 يونيو 2014، حضرت سلطات الولاية إلى مركز سالمة بالخرطوم وطلبت من موظفيه التوقف عن العمل. وأعلن قرار من وزارة العدل إلغاء تسجيل مركز سالمة بكونه منظمة غير ربحية، مما أدى إلى حله فورياً. ولم يوضح المرسوم سببًا للقرار، رغم أن هاشم تعتقد أن القرار نابع من جهاز المخابرات والأمن الوطني، ويفترض أن القرار اتخذ بعد أن ألقت هاشم كلمة حول وضع المرأة في السودان في المؤتمر العالمي. قمة لإنهاء العنف والصراع الجنسي في لندن، المملكة المتحدة. وقد انتقدت منظمة "نساء يعشن في ظل القوانين الإسلامية" قرار إغلاق سالمة باعتباره "انتهاكًا لحق المجتمع المدني في ممارسة حقه الدستوري في حرية التعبير" على النحو المنصوص عليه في دستور السودان. ووصف اتحاد منظمات المجتمع المدني السوداني إغلاق سلمة بأنه "اعتداء على المجتمع المدني".

### النشاط اللاحق (2014 إلى الوقت الحاضر)
بعد إغلاق سالمة، أنشئت منظمة جديدة لتواصل إرث مركز سالمة عبر دم الشبان والشابات للمساهمة في حركات العدالة الاجتماعية في السودان. بعد فترة وجيزة من إغلاق سالمة، اتهم الرئيس السوداني عمر البشير هاشم بتهمة "تدمير نسيج المجتمع السوداني"، ففرت من البلاد مع بناتها ولجأت إلى كندا. أصبحت هاشم باحثة زائرة في مركز الأبحاث النسوية في عام 2015 بجامعة يورك في تورونتو. وبعد سقوط البشير عام 2019، تحدثت هاشم علناً عن رغبتها في العودة إلى السودان، وهو ما فعلته عام 2022، رغم أنها اضطرت إلى الفرار من البلاد والعودة إلى كندا في العام التالي بعد اندلاع الحرب في السودان. ومن كندا، دعمت هاشم النشطاء لمغادرة السودان، من خلال دعم طلبات التأشيرة، وجمع الأموال لتغطية تكاليف النقل والإيجار والغذاء.